# Březhrad

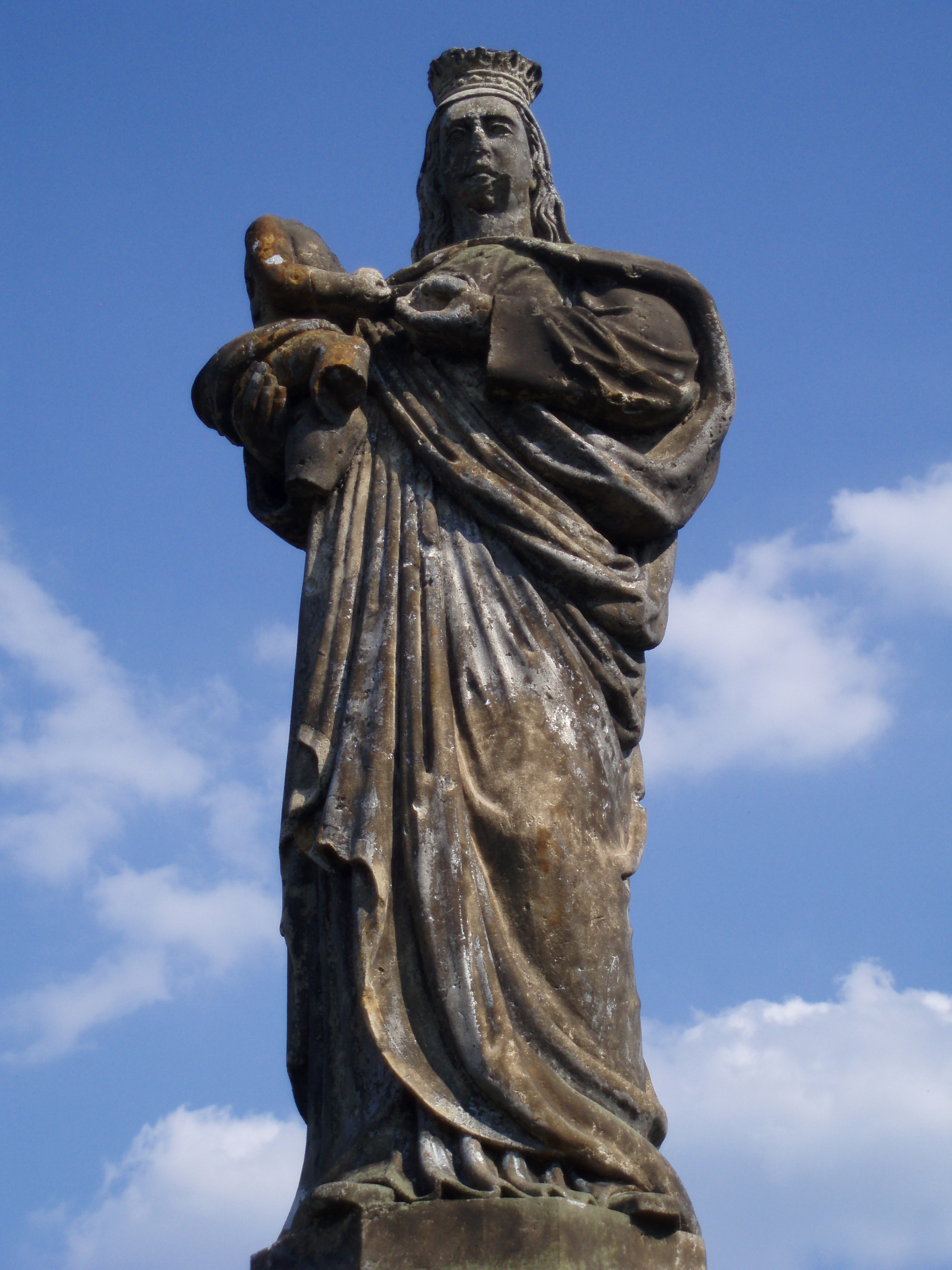
Statue der Jungfrau Maria

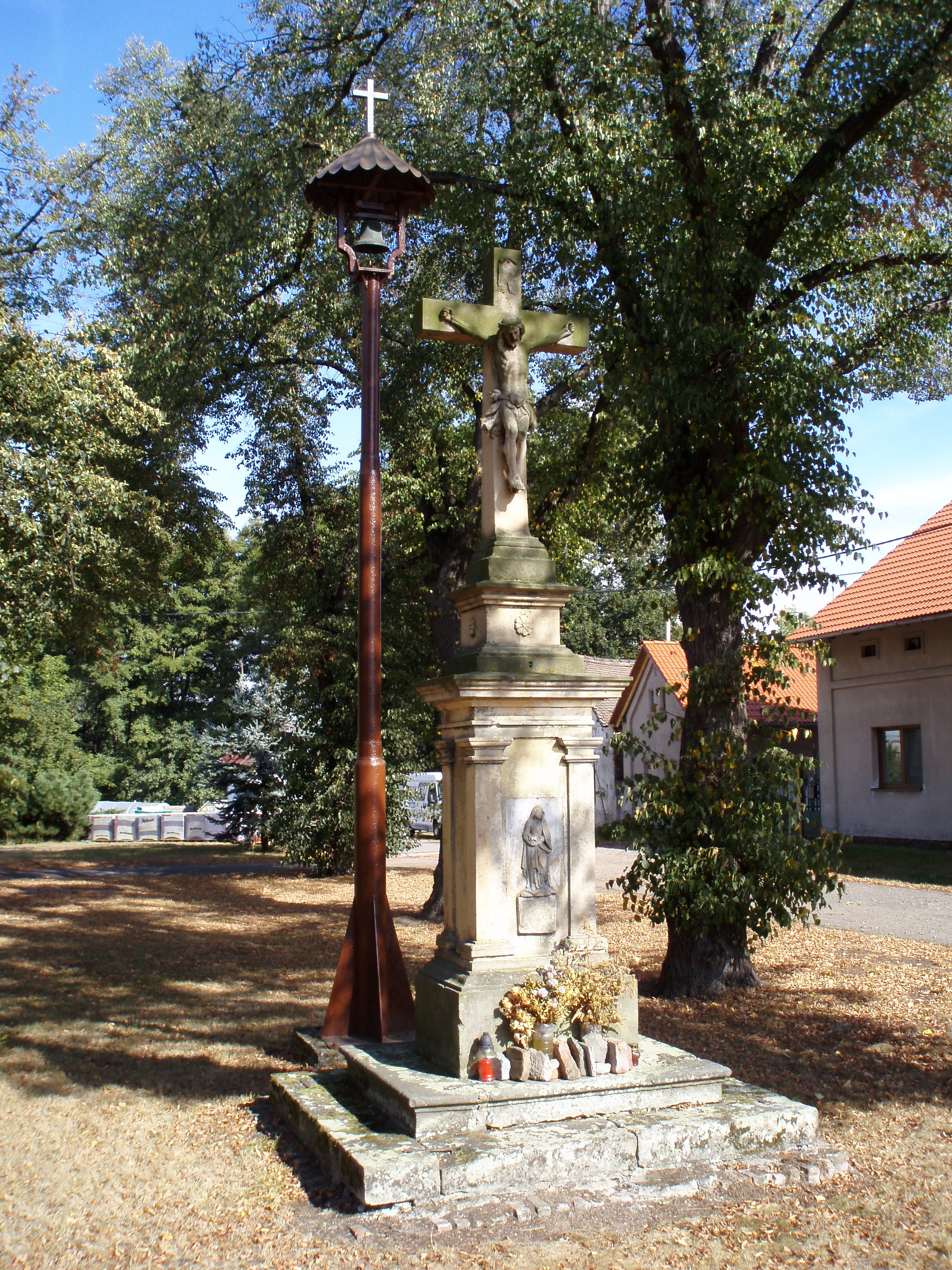
Kreuz und Dorfglocke auf dem Dorfplatz

Březhrad (deutsch Brezhrad, 1939–45: Birkenburg) ist ein Ortsteil der Stadt Hradec Králové in Tschechien. Er liegt fünf Kilometer südlich des Stadtzentrums von Hradec Králové und gehört zum Okres Hradec Králové.

## Geographie
Březhrad befindet sich rechtselbisch zwischen den Elbzuflüssen Labský náhon und Plačický potok (Stößerbach) in der Východolabská tabule (Tafelland an der östlichen Elbe). Nordwestlich erhebt sich der Plačický kopec (Platschitz, 245 m n.m.). Südöstlich des Dorfes liegt der Baggersee Opatovický písník bzw. Opaťák, westlich der Plačický písník. Am östlichen Ortsrand verläuft die Bahnstrecke Pardubice–Liberec, 500 m östlich davon die Silnice I/37 zwischen Hradec Králové und Opatovice nad Labem; im Westen führt die Straße II/324 zwischen Opatovice nad Labem und Nechanice an Březhrad vorbei.
Nachbarorte sind Plačice, Kukleny, Šosteny und Malý Březhrad im Norden, Třebeš und Moravské Předměstí im Nordosten, Na Mlýnku, Kopec Sv. Jana, Kluky und Roudnička im Osten, Vysoká nad Labem im Südosten, Opatovice nad Labem und Pohřebačka im Süden, Liščí, Libišany und Sedlice im Südwesten, Praskačka im Westen sowie Vlčkovice im Nordwesten.

## Geschichte
Die erste schriftliche Erwähnung von Březhrad erfolgte im Jahre 1227, als das Kloster Opatowitz das Dorf kaufte. Das Dorf lag an einem alten Steig, der von Hradec Králové nach Pardubice führte. 1228 bewilligte König Wenzel I. dem Opatowitzer Abt die Anlegung einer Mühle am Stößerbach auf den Wiesen bei Lhota genannt Březhrad. Nachdem das Kloster 1421 von den Hussiten unter Diviš Bořek von Miletínek und Aleš von Riesenburg geplündert und niedergebrannt worden war, bemächtigte sich die Stadt Hradec Králové des Dorfes. 1513 wurde elbabwärts mit dem Bau des Opatowitzer Kanals begonnen und das Opatowitzer Wehr errichtet. Während dieser Zeit wechselten sich verschiedene Besitzer ab, im Jahre 1530 kaufte die Stadt Hradec Králové das Gut. Wegen deren Beteiligung am böhmischen Ständeaufstand konfiszierte Kaiser Ferdinand I. 1547 sämtliche Königgrätzer Stadtgüter und verkaufte die meisten der eingezogenen Dörfer, darunter auch Březhrad an Johann von Pernstein. Dieser veräußerte das Dorf im Jahre 1548 wieder an die Stadt. Im Jahre 1816 bestand Březhrad aus 24 Häusern, einem Wirtshaus und einem Hegerhaus; in dem Dorf lebten 131 Menschen.
Im Jahre 1836 bestand das im Königgrätzer Kreis am Březhrader Teich gelegene Dorf Březhrad aus 25 Häusern, in denen 153 Personen lebten. Im Ort gab es ein Wirtshaus, ein Hegerhaus und eine Zichorienmühle. Pfarr- und Schulort war Opatowitz. Bis zur Mitte des 19. Jahrhunderts blieb Březhrad der k.k. Herrschaft Königgrätz untertänig.
Nach der Aufhebung der Patrimonialherrschaften bildete Březhrad ab 1849 eine Gemeinde im Gerichtsbezirk Königgrätz. Ab 1868 gehörte die Gemeinde zum Bezirk Königgrätz. Der am westlichen Ortsrand gelegene Březhrader Teich wurde in der zweiten Hälfte des 19. Jahrhunderts trockengelegt. Im Jahre 1870 eröffnete der Müller František Grégr eine Privatschule, deren Fortbetrieb schließlich untersagt wurde. 1877 erfolgte der Bau eines neuen Schulhauses, im Jahr darauf nahm die einklassige Dorfschule den Unterricht auf. Im Jahre 1910 lebten in den 52 Häusern von Březhrad 640 Personen. 1924 wurde das Dorf elektrifiziert. 1949 wurde Březhrad dem Okres Hradec Králové-okolí zugeordnet; dieser wurde im Zuge der Gebietsreform von 1960 aufgehoben, seitdem gehört das Dorf zum Okres Hradec Králové. Am 1. Januar 1976 wurde Březhrad in die Stadt Hradec Králové eingemeindet. Am 3. März 1991 hatte der Ort 802 Einwohner; beim Zensus von 2001 lebten in den 177 Wohnhäusern von Březhrad 950 Personen.
Am 4. April 2003 stieß in den frühen Morgenstunden am unbeschrankten Bahnübergang ein Stadtbus mit einem Personenzug zusammen, wobei drei der sieben Fahrgäste des Busses starben.
Im Zusammenhang mit der von der ODS-Mehrheit im Stadtrat beabsichtigten Ansiedlung eines Logistikzentrums des Unternehmens ThyssenKrupp Ferosta in Březhrad forderte im Januar 2009 ein Teil der Einwohner von Březhrad wegen befürchteter Beeinträchtigungen ein Referendum über eine Abtrennung von Hradec Králové. Nachdem dieses von der Stadt abgelehnt worden war, weil Březhrad das Kriterium von 1000 tschechischen Staatsbürgern für die Bildung neuer Gemeinden knapp unterschritt, klagten die Befürworter über mehrere Instanzen und unterlagen schließlich vor dem Verfassungsgericht. Nach der Kommunalwahl änderten sich die politischen Verhältnisse in Hradec Králové und die Pläne fanden keine Unterstützung mehr; im Juli 2011 zog sich der Investor zurück.

## Ortsgliederung
Der Ortsteil Březhrad besteht aus den Grundsiedlungseinheiten Březhrad, Březhrad-průmyslový obvod und V březhradských lukách. Der Ortsteil bildet einen Katastralbezirk.

## Sehenswürdigkeiten
- Kreuz und Glockentürmchen auf dem Dorfplatz (Grégrovo náměstí)
- Denkmal für die Gefallenen des Ersten Weltkriegs
- Ehemalige Zichorienmühle, Geburtshaus von Julius Grégr. Die Gedenktafel sowie die vom Bildhauer František Stránský entworfene Büste Grégrs wurden 1897 feierlich angebracht.
- Statue der Jungfrau Maria
- Statue des hl. Wenzel
- Gedenkstein für die Opfer des Busunfalls von 2003

## Söhne und Töchter des Ortes
- Julius Grégr (1831–1896), Politiker und Journalist